# Atmetochilus sumatranus
Espèce
Atmetochilus sumatranus est une espèce d'araignées mygalomorphes de la famille des Bemmeridae.

## Distribution
Cette espèce est endémique de Sumatra en Indonésie. Elle se rencontre vers Pantai Permai.

## Description
Le mâle holotype mesure 19,87 mm.

## Étymologie
Son nom d'espèce lui a été donné en référence au lieu de sa découverte, Sumatra.

## Publication originale
- Zonstein & Marusik, 2016 : « A review of the spider genus Atmetochilus of Sumatra, Indonesia, with first analysis of male characters and description of three new species (Araneae, Nemesiidae). » Zoological Studies, vol. 55, no 10, p. 1-17 (texte intégral).